# Tyrone Power
Tyrone Edmund Power, Jr. (5. maj 1914 i Cincinnati, Ohio, USA – 15. november 1958 i Madrid, Spanien) var en amerikansk filmskuespiller.
Han var en af 1930'ernes mest populære Hollywood-skuespillere. Han spillede bl.a. i Thin Ice (På tynd is, 1937) mod Sonja Henie, Jesse James (Jesse James, den lovløse, 1939), The Rains Came (Og regnen kom, 1939) og The Mark of Zorro (Zorros mærke, 1940; titelrollen). Hans to sidste film, Ernest Hemingway-filmatiseringen The Sun Also Rises (Og solen går sin gang, 1957) og Agatha Christie-filmatiseringen Witness for the Prosecution (Anklagerens vidne, 1959), nåede et meget stort publikum.

## Filmografi
- Marie Antoinette (1938)